# Войсил
 Тази статия е за селото.  За българския владетел вижте Войсил (деспот).  
Войсил е село в Южна България. То се намира в община Марица, област Пловдив. Селото наброява 1027 регистрирани с постоянен адрес жители.

## История
Войсил е създадено около 1600 г. от преселници от земите на днешна Западна Македония (Арнаутлука). Преданията говорят, че първите заселници са от български произход и са дошли от днешните земи на Албания и Западна Македония след поредно потушаване на антиосмански бунтове. Известно е, че най-големите бунтове са били във Велико Търново през 1598 г. след като влашкият княз Михаил Храбри навлиза в България. Тогава е убит и Охридския владика Варлаам, духовен ръководител на българите в днешна Македония и Албания.
Вследствие на кърджалийските погроми селото е било опожарявано и сменяло местоположението си.

## Население
Численост на населението според преброяванията през годините:
| \| Година на преброяване \| Численост \| \| --------------------- \| --------- \| \| 1934 \| 1016 \| \| 1946 \| 1155 \| \| 1956 \| 1132 \| \| 1965 \| 1114 \| \| 1975 \| 1066 \| \| 1985 \| 1077 \| \| 1992 \| 1047 \| \| 2001 \| 1083 \| \| 2011 \| 1068 \| \| 2021 \| 1049 \| |           |
| Година на преброяване | Численост |
| 1934 | 1016      |
| 1946 | 1155      |
| 1956 | 1132      |
| 1965 | 1114      |
| 1975 | 1066      |
| 1985 | 1077      |
| 1992 | 1047      |
| 2001 | 1083      |
| 2011 | 1068      |
| 2021 | 1049      |

### Етнически състав
Преброяване на населението през 2011 г.
Численост и дял на етническите групи според преброяването на населението през 2011 г.:
|                     | Численост | Дял (в %) |
| Общо                | 1068      | 100.00    |
| Българи             | 775       | 72.56     |
| Турци               | 86        | 8.05      |
| Цигани              | 97        | 9.08      |
| Други               |           |           |
| Не се самоопределят |           |           |
| Неотговорили        | 101       | 9.45      |

## Редовни събития
На Спасовден се коли курбан. Два дни след това е и общоселският народен събор, организиран съвместно от НЧ „Христо Ботев“ и кметството.

## Фотогалерия
- Сградата на кметството, пощата и пенсионерският клуб през 2014 г.
- Храмът „Свето Възнесение“ през 2014 г.
- Читалище „Христо Ботев“ през 2014 г.

## Личности
Родени във Войсил
- Ангел Консулов, български революционер от ВМОРО, четник на Иван Наумов Алябака[5]
- Атанас Славенов (Славов), български революционер от ВМОРО, четник на Иван Наумов Алябака,[5] в 1914[6] и в 1915 година четник на Кръсто Лазаров[7]
- Петко Костадинов, български революционер от ВМОРО, четник на Иван Наумов Алябака[5]
- Петко Черкезов, български революционер от ВМОРО, четник на Иван Наумов Алябака[5]